# Rynarcice (Basse-Silésie)
Pour les articles homonymes, voir Rynarcice.
Rynarcice est une localité polonaise de la gmina de Rudna, située dans le powiat de Lubin en voïvodie de Basse-Silésie.

## Histoire
De 1742 à 1945, Groß Rinnersdorf fait partie de l'arrondissement de Lüben dans le district de Liegnitz au sein de la province de Silésie.